# Glossina morsitans
La Glossina morsitans Westwood, 1851, è una specie di insetti ematofagi, ditteri brachiceri della famiglia dei Glossinidae, indicati genericamente tra le mosche tse-tse (cui appartengono molte specie quali la Glossina palpalis), proprie delle regioni umide tropicali e subtropicali dell'Africa, note per provocare nell'essere umano la malattia del sonno.
In particolare la Glossina morsitans è uno dei maggiori vettori del Trypanosoma brucei rhodesiense, che ha come serbatoio sia gli animali selvatici (principalmente le antilopi), che quelli domestici, dove compiono parte del loro sviluppo prima di infettare l'uomo durante il loro pasto ematico.
Come tutti i membri di questa famiglia, la G. morsitans si riproduce con una modalità inconsueta, detta viviparità adenotrofica: le uova sono trattenute all'interno del corpo della femmina, si schiudono e sono nutrite attraverso "ghiandole del latte" fino a quando le larve sviluppate sono pronte per impuparsi, processo che protegge maggiormente i nuovi nati dalla predazione nelle primissime fasi di vita.